# 磁気抵抗効果素子
磁気抵抗効果素子（じきていこうこうかそし、英語: Magneto Resistive Sensor）またはMRセンサーは、固体の電気抵抗が磁界によって変化する磁気抵抗効果を利用して磁場の大きさを計測することを目的とした磁気センサ。

## 概要
異方向性磁気抵抗効果(AMR)、巨大磁気抵抗効果(GMR)、トンネル磁気抵抗効果(TMR)等、磁場によって変化する磁気抵抗効果を応用する。磁界の向きには関係なく磁界の強さで抵抗値が変化する。 アンチモン化インジウム (InSb) のような磁気抵抗効果を有する半導体を使用する。
他の磁気センサに対する長所
- 磁気ヘッドとは異なり、MRセンサーは、検出対象との距離が0.3mm離れても、50%の信号が得られる
- 温度安定性が良い
- 入力磁場に対する直線性が高い
- 回路を小型化可能
- 低消費電力
- 小型軽量

他の磁気センサに対する短所
- フラックス・ゲートセンサよりも低感度

## 主な用途
- ハードディスクドライブのヘッド、現在ではTMRヘッドが主流
- 磁気インクで印刷された文字の読み取り
- 紙幣の鑑別等
- 地磁気の検出